# I Lay My Love on You
I Lay My Love On You är en låt av pojkbandet Westlife från albumet Coast to Coast från 2000. Låten släppes som singel i Australien, Asien och Europa år 2001. Den nådde sin bästa listplacering i Sverige där den som bäst låg på tionde plats på Sverigetopplistan där den fanns med under tolv veckor. Längsta period på topplistan hade singeln i Schweiz där den placerade sig under femton veckor men bara nådde plats 39 som bäst. Det spelades även in en spansk version av låten under namnet "En Ti Deje Mi Amor".

## Låtlista
1. I Lay My Love On You (Single Remix)
2. Dreams Come True
3. My Love (Radio Edit)
4. Nothing is Impossible